# Hydriomena prouti
Hydriomena prouti är en fjärilsart som beskrevs av Edward Alfred Cockayne 1953. Hydriomena prouti ingår i släktet Hydriomena och familjen mätare. Inga underarter finns listade i Catalogue of Life.